# Geraubtes Gold
Geraubtes Gold ist ein US-amerikanischer Western von Delmer Daves aus dem Jahr 1958. Das Drehbuch schrieb Richard J. Collins nach einem Roman von W. R. Burnett.

## Handlung
Arizona, 1898. Die beiden Sträflinge Peter van Hoek, genannt die Tulpe (im Original "The Dutchman"), und John McBain werden aus dem Yuma Territorial Prison entlassen. Peter van Hoek will sich an dem Sheriff und der Stadt rächen, die ihm damals einen Goldraub in die Schuhe geschoben haben, wegen dessen van Hoek unschuldig verurteilt wurde. Er plant, nun wirklich eine Goldmine der Stadt auszurauben, das Diebesgut sofort für die Hälfte des Wertes an den Goldminenunternehmer Lounsberry zu verkaufen und wieder zu verschwinden. McBain, der eigentlich vorhat, ab jetzt ein anständiges Leben zu führen, kann von van Hoek schnell für dessen Plan gewonnen werden. Zusammen mit dem mexikanischen Sprengmeister Vincente rauben sie die Mine aus, doch Lounsberry und der schießwütige Hilfssheriff Leslie machen den dreien beinahe noch einen Strich durch die Rechnung.

## Kritiken
„Gut besetzter Western, der sich derselben Vorlage bedient wie zuvor John Hustons Gangsterfilm Asphalt-Dschungel (1950).“